# Cataxia eungellaensis
Cataxia eungellaensis là một loài nhện trong họ Idiopidae.
Loài này thuộc chi Cataxia. Cataxia eungellaensis được Barbara York Main miêu tả năm 1969.